# Hof an der Saale
Hof là một thành phố độc lập (kreisfreie Stadt) trong bang Bayern, Đức. Thành phố có diện tích 58,02 km², dân số là 44.461 người. Hof nằm ở hai bờ của sông Saale ở góc đông bắc của bang Bayern, khu vực Franken, tại biên giới Séc và rừng Fichtelgebirge và khu vực vùng cao Frankenwald. Để phân biệt với những nơi khác cùng tên Hof còn được gọi là Hof an der Saale hay Hof in Bayern.
Thành phố Hof không thuộc huyện nào của Bayern nhưng là thủ phủ hành chính của huyện Hof.
Các công trình quan trọng nhất của thành phố gồm bảo tàng nghệ thuật, bàn thờ Hofer, hoàn thành khoảng 1465 và được triển lãm ở Alte Pinakothek tại Munich ngày nay. Đàn ống Heidenreich trong nhà thờ giáo xứ Thánh Michaelis, hoàn thành vào năm 1834, được coi là một trong những đàn ống tốt nhất Bayern.
Hof nổi tiếng với ẩm thực gồm món Schnitz, một loại lẩu, và xúc xích đun sôi đốt bằng than.

## Địa lý

### Khí hậu
| Dữ liệu khí hậu của Hof an der Saale    | Dữ liệu khí hậu của Hof an der Saale | Dữ liệu khí hậu của Hof an der Saale | Dữ liệu khí hậu của Hof an der Saale | Dữ liệu khí hậu của Hof an der Saale | Dữ liệu khí hậu của Hof an der Saale | Dữ liệu khí hậu của Hof an der Saale | Dữ liệu khí hậu của Hof an der Saale | Dữ liệu khí hậu của Hof an der Saale | Dữ liệu khí hậu của Hof an der Saale | Dữ liệu khí hậu của Hof an der Saale | Dữ liệu khí hậu của Hof an der Saale | Dữ liệu khí hậu của Hof an der Saale | Dữ liệu khí hậu của Hof an der Saale |
| Tháng                                   | 1                                    | 2                                    | 3                                    | 4                                    | 5                                    | 6                                    | 7                                    | 8                                    | 9                                    | 10                                   | 11                                   | 12                                   | Năm                                  |
| --------------------------------------- | ------------------------------------ | ------------------------------------ | ------------------------------------ | ------------------------------------ | ------------------------------------ | ------------------------------------ | ------------------------------------ | ------------------------------------ | ------------------------------------ | ------------------------------------ | ------------------------------------ | ------------------------------------ | ------------------------------------ |
| Cao kỉ lục °C (°F)                      | 13.3 (55.9)                          | 15.9 (60.6)                          | 21.0 (69.8)                          | 28.2 (82.8)                          | 29.9 (85.8)                          | 32.5 (90.5)                          | 34.2 (93.6)                          | 35.2 (95.4)                          | 29.1 (84.4)                          | 25.1 (77.2)                          | 16.8 (62.2)                          | 13.6 (56.5)                          | 35.2 (95.4)                          |
| Trung bình ngày tối đa °C (°F)          | 0.5 (32.9)                           | 1.9 (35.4)                           | 6.5 (43.7)                           | 11.7 (53.1)                          | 16.7 (62.1)                          | 19.5 (67.1)                          | 21.7 (71.1)                          | 21.7 (71.1)                          | 17.1 (62.8)                          | 11.6 (52.9)                          | 5.1 (41.2)                           | 1.6 (34.9)                           | 11.3 (52.3)                          |
| Trung bình ngày °C (°F)                 | −2.0 (28.4)                          | −1.1 (30.0)                          | 2.8 (37.0)                           | 7.0 (44.6)                           | 11.6 (52.9)                          | 14.5 (58.1)                          | 16.7 (62.1)                          | 16.5 (61.7)                          | 12.5 (54.5)                          | 8.0 (46.4)                           | 2.7 (36.9)                           | −0.6 (30.9)                          | 7.4 (45.3)                           |
| Tối thiểu trung bình ngày °C (°F)       | −4.4 (24.1)                          | −4.1 (24.6)                          | −1.0 (30.2)                          | 2.2 (36.0)                           | 6.5 (43.7)                           | 9.5 (49.1)                           | 11.6 (52.9)                          | 11.2 (52.2)                          | 7.9 (46.2)                           | 4.3 (39.7)                           | 0.2 (32.4)                           | −2.8 (27.0)                          | 3.4 (38.1)                           |
| Thấp kỉ lục °C (°F)                     | −22.5 (−8.5)                         | −23.1 (−9.6)                         | −24.1 (−11.4)                        | −10.4 (13.3)                         | −2.9 (26.8)                          | 0.8 (33.4)                           | 2.5 (36.5)                           | 1.0 (33.8)                           | −2.0 (28.4)                          | −8.8 (16.2)                          | −12.4 (9.7)                          | −21.6 (−6.9)                         | −24.1 (−11.4)                        |
| Lượng Giáng thủy trung bình mm (inches) | 60.1 (2.37)                          | 47.2 (1.86)                          | 50.7 (2.00)                          | 45.1 (1.78)                          | 59.8 (2.35)                          | 73.1 (2.88)                          | 89.9 (3.54)                          | 74.4 (2.93)                          | 59.8 (2.35)                          | 56.1 (2.21)                          | 58.2 (2.29)                          | 64.3 (2.53)                          | 738.7 (29.08)                        |
| Nguồn: Weather and climate in Hof       |                                      |                                      |                                      |                                      |                                      |                                      |                                      |                                      |                                      |                                      |                                      |                                      |                                      |